# Brighton International 2000
Il Brighton International 2000 è stato un torneo di tennis giocato sul cemento indoor. È stata la 23ª edizione del Brighton International, che fa parte della categoria International Series nell'ambito dell'ATP Tour 2000. Il torneo si è giocato a Brighton in Gran Bretagna, dal 20 al 26 novembre 2000.

## Campioni

### Singolare
Tim Henman ha battuto in finale  Dominik Hrbatý con il punteggio di 6–2, 6–2

### Doppio
Michael Hill /  Jeff Tarango hanno battuto in finale  Paul Goldstein /  Jim Thomas con il punteggio di 6–3, 7–5